# Венецианская консерватория имени Бенедетто Марчелло
Венецианская консерватория имени Бенедетто Марчелло (итал. Conservatorio di Stato «Benedetto Marcello» di Venezia) — итальянская консерватория, расположенная в Венеции, в районе Сан-Марко. Носит имя Бенедетто Марчелло. Основана в 1876 году как Музыкальный лицей имени Марчелло, преобразована в консерваторию в 1915 году.
В апреле 1877 года по случаю открытия консерватории был дан инаугурационный концерт с исполнением произведений Марчелло, Рамо, Баха, Генделя и Бетховена, дирижировал Франко Фаччо. Среди важнейших событий раннего периода существования Лицея — его посещение в 1882 году Рихардом Вагнером, дирижировавшим здесь концертом в честь своей жены Козимы.
Дальнейшее развитие Лицея, возглавлявшегося такими крупными музыкантами, как Марко Энрико Босси и Эрманно Вольфом-Феррари, было прервано Первой мировой войной, когда из-за фронта, проходившего невдалеке от Венеции, занятия были прерваны на год (с октября 1917 по ноябрь 1918 гг.), а большинство учащихся и педагогов разъехались. Затем, под руководством пианиста и дирижёра Мецио Агостини, нормальный ритм работы Лицея восстановился, в 1926 году под началом Агостини дебютировал созданный в консерватории оркестр. Однако усиление давления на Лицей со стороны фашистского режима привело в конце 1930-х гг. к серьёзным потрясениям. Сперва в 1939 году покончил с собой преподававший в Лицее с 1921 года скрипач Джузеппе Сачердоти, уволенный со службы из-за еврейского происхождения (своё имущество он завещал на выплату вспомоществования беднейшим выпускникам Лицея), а вскоре после этого Агостини, возглавлявший Лицей на протяжении 30 лет, был уволен властями «за профессиональную непригодность» — правда, на смену ему был назначен выдающийся композитор Джан Франческо Малипьеро.

## Директора консерватории
- Фортунато Маджи (1878—1882)
- Реджинальдо Граццини (1883—1892)
- Пьер Адольфо Тиринделли (1893—1895)
- Марко Энрико Босси (1895—1902)
- Эрмано Вольф-Феррари (1903—1909)
- Мецио Агостини (1909—1939)
- Джан Франческо Малипьеро (1939—1952)
- Ренато Фазано (1953—1960)
- Габриэле Бьянки (1960—1971)
- Нино Антонеллини (1971—1973)
- Уго Амендола (1973—1985)
- Давиде Лиани (1986—1992)
- Франческо Вальдамбрини (1992—1993)
- Вирджинио Фаготто (1993—1997)
- Джованни Умберто Баттель (1997—2009)
- Массимо Контьеро (2009—2014)
- Франко Росси (2014—2019)
- Марко Николе (с 2019 г.)

## Известные педагоги
- Серджио Де Пьери
- Джино Тальяпьетра

## Известные выпускники
- Ренцо Босси
- Бруно Мадерна
- Луиджи Ноно
- Оресте Раванелло
- Джузеппе Синополи
- Лючия Валентини-Террани
- Мария Кьяра